# Wang Shen
Wang Shen (chinois simplifié : 王诜 ; chinois traditionnel : 王詵 ; pinyin : wáng shēn), parfois écrit Wang Chen, surnom : Jinqing (晋卿), né en 1036 à Taiyuan, province du Shanxi, mort vers 1093, est un peintre chinois actif pendant la seconde moitié du XIe siècle sous le Song du nord.

## Introduction biographique
Gendre de l'empereur Yingzong et beau-frère de Shenzong, Wang Shen, prince par son mariage avec la princesse  Dachang des Wei, préfère la compagnie des lettrés à celle des gens de Cour, occupés par des plaisirs faciles. Il aime à peindre des paysages et il a la passion des œuvres d'art. Pour conserver ses «trésors», il fait construire, à l'est de sa résidence privée, un pavillon (Baohui tang). Il est intimement lié avec Su Shi.
Wang Shen, descendant de Wang Quanbin, ministre du Mérite au moment de la fondation de l'empire Song, marié à la princesse Dachang des Wei (1051-1080), seconde fille de l'empereur Yingzong et sœur cadette de l'empereur Shenzong. Il doit néanmoins quitter la capitale à la mort de sa femme, étant donné sa position politique au sein du parti conservateur et n'est réadmis dans le gouvernement que pendant l'ère Yuanyu, sous le règne de l'empereur Zhezong (1086-1093). Lettré bien connu, il est ami de Su Shi, Mi Fu, Li Gonglin, etc., et collectionne des peintures en connaisseur. Peintre de paysages, il est influencé par le style de Li Cheng mais pratique aussi les couleurs bleu et vert de Li Sixun des Tang. Dans ses peintures de bambous à l'encre, il est proche de Wen Tong (1019-1079).

## Biographie

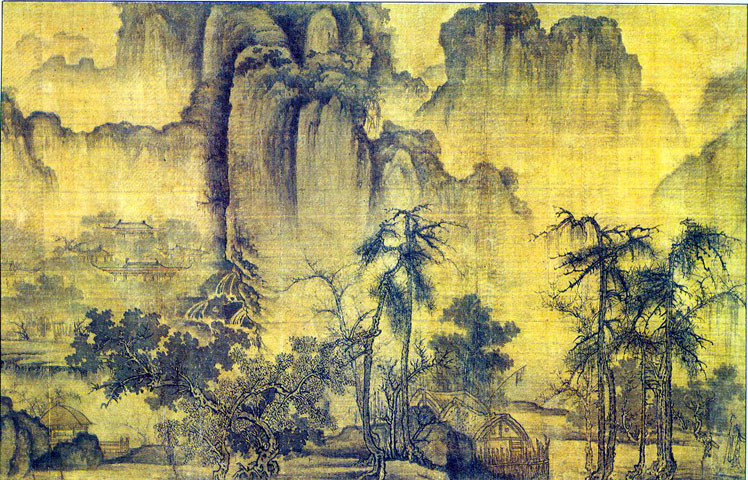
Ciels d'automne (détail)

Wang Shen, «oncle» de  Huizong– en vérité, il n'est parent que par alliance, bien qu'il ait été élevé au palais impérial et considéré, à toutes fins utiles, comme un membre de la famille impériale à cause de sa filiation à l'un des héros militaires qui ont fondé la dynastie. Poète, lettré, connaisseur, calligraphe, mandarin militaire par hérédité – né parmi «la race des généraux» selon son ami Su Shi –, Wang tombe dans le piège des intrigues politiques entourant le réformateur Wang Anshi et l'empereur Shenzong, et se trouve exilé durant de nombreuses années avant d'être autorisé à réintégrer son palais à Kaifeng.
Pour un personnage de premier plan, il est étrange que les dates de naissance et de décès de Wang ne soient pas connues. De par sa renommée de grand maître paysagiste et en tant que membre de la famille impériale, des documents et archives restent encore à découvrir. Il vit toujours quand Huizong accède au trône, mais on ignore pour combien de temps. Son influence sur le jeune empereur est fondamentale. Wang a certainement été le disciple de Guo Xi, dont le style se reflète étroitement dans son œuvre. Légères neiges sur un village de pêcheurs, emprunte les éléments d'équilibre et d'ordre du style de Guo, mais pour les soumettre à une puissante réorientation, qui les arrache à cet équilibre et leur donne une extension et une configuration entièrement personnelles et presque radicalement subjectives.

## La peinture de paysage au début desSong
Pour la première fois, on rencontre la figure du lettré vagabond, sombrement encapuchonné, marchant dans la neige au cœur de montagnes profondes, à la manière de l'un de ces savants allemands de Caspar David Friedrich, qui contemple la lune, vêtus de lourds manteaux. L'œuvre s'apparente à l'art romantique du paysage dans l'Europe du XIXe siècle, une vision du paysage clairement et franchement perçue à travers les yeux d'un individu, qui lui donne la forme dans un tableau. Wang Shen crée un paysage d'exil, où l'artiste aliéné trouve sa place au sein d'un décor qui a jusqu'alors été le domaine impérial, façonné par le regard et le pouvoir impériaux.
Jadis, quand le grand peintre Wang Shen tente de caractériser les deux grands maîtres, il choisit la dichotomie du wen et du wu, ou en gros, du civil et du militaire. En Chine, depuis la période Song, l'esthétique guerrière présente un attrait de plus en plus médiocre pour les pouvoirs régnants, et Fan Kuan compte sans doute parmi les derniers artistes dont l'art est admiré pour son évocation de l'héroïsme, du courage, de la droiture et de la franchise. Coïncidence sans doute fortuite, Wang Shen est lui-même né dans une prestigieuse famille de militaires.

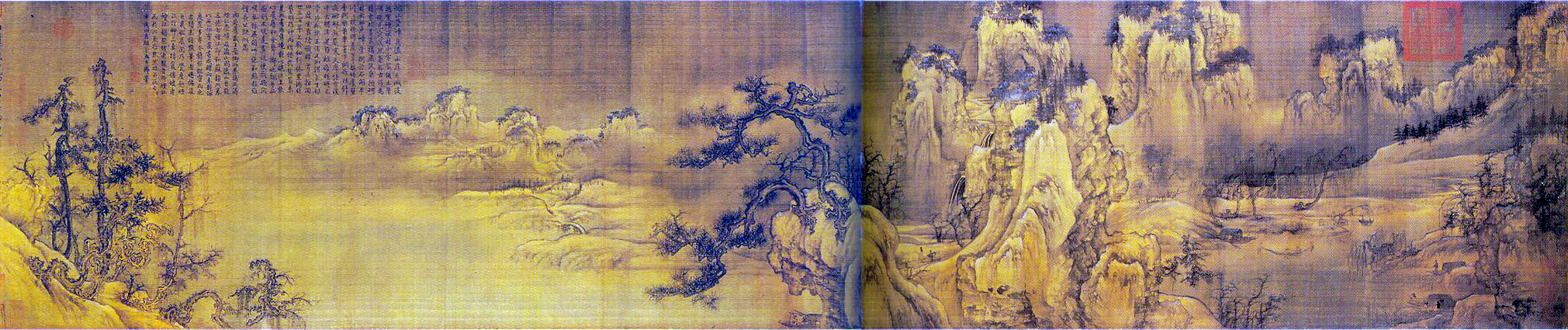
Neige légère sur le village de pêcheurs (漁村小雪圖)

## La peinture de personnageslaïcs
Il y a probablement peu de différence, à la dynastie des Song, entre ceux qui peignent des images religieuses et ceux qui peignent des tableaux laïcs ou historiques. Wang Shen, descendant de l'un des fondateurs de la dynastie, élevé dans le palais impérial puis marié à une princesse de sang, est un remarquable artisan peintre. Bien plus, l'empereur Huizong règne non seulement au titre d'empereur de toute la Chine mais aussi maître peintre de l'empire.

## L'empereur et les lettrés
Mécène impérial, Shenzong est généreux et sensible. C'est certainement avec une arrière pensée qu'il choisit comme gendres deux éminents peintres, Li Wei (peintre) (1032-1090) et Wang shen, lesquels deviennent ainsi les oncles du jeune Huizong et ses professeurs d'art. Quand, de façon inattendue, Zhao Ji devient empereur, ce n'est point vers les affaires de l'État, peu connues de lui, qu'il se tourne, mais vers l'art, dont il possède une vaste science.
Jusqu'à l'époque de Huizong, les peintres employés à la cour constituent une académie de peinture aux définitions assez vagues. Huizong choisit de réformer ce système, de l'ordonner sur des bases solides, et en outre de promouvoir le métier de peintre en le mettant au-dessus des autres métiers manuels, au même rang que la calligraphie et la poésie. Le modèle n'est pas difficile à trouver étant lui-même peintre, poète et calligraphe accompli, de même que d'autres membres de la famille impériale, tels ses éminents oncles, Wang Shen et Li Wei, et ses cousins Zhao Lingrang (actif v. 1070-1100) et Zhao Shilei (actif même époque).

## Genèse d'une tradition des peintres lettrés
Dans ce monde lointain de l'exil, le poète Su Shi compose sa poésie la plus introspective, et le calligraphe Huang Tingjian ses œuvres les plus puissamment personnelles. La plus parfaite incarnation de ce nouveau paysage d'exil est peut-être la célèbre composition de Wang Shen intitulée Monts en rangs serrés au-dessus d'une rivière embrumée (Yanjiang diezhang tu), dont la meilleure version est au Musée de Shanghai. En ouvrant le rouleau par la droite, on ne voit pratiquement rien, sur presque la moitié de la composition. Seuls apparaissent un brouillard nu et deux pâles petits bateaux, presque invisibles.
L'effet de ce vide est de déstabiliser le spectateur, qui doit se demander où est le paysage et dans quel lieu il a été transporté : alors, de l'autre côté du cours d'eau, se profilent des îles en bleu-et-vert, chatoyant comme un mirage : c'est le monde rayonnant de l'exil, loin du pouvoir impérial, où, de façon inattendue, tant d'artistes de l'époque trouvent une nouvelle inspiration à leur art. Telle est la genèse de la puissante tradition des peintres lettrés en Chine, des hommes qui se tiennent juste à côté de l'édifice impérial – parfois juste à l'intérieur – et s'autorisent à le commenter, à le considérer de leur position détachée, à tenter de lui donner une forme plus en accord avec leurs intérêts et valeurs.
En réalité, ces hommes ne se tiennent jamais très éloignés du pouvoir impérial, dont ils sont certainement des rouages essentiels, mais ils sont aussi plus proches des réalités communes de leur époque, parfois plus proches des intérêts des grands propriétaires terriens qu'ils incarnent et représentent, et même, à certains égards, plus proches des gens du peuple dont dépende leur richesse.

## Musées

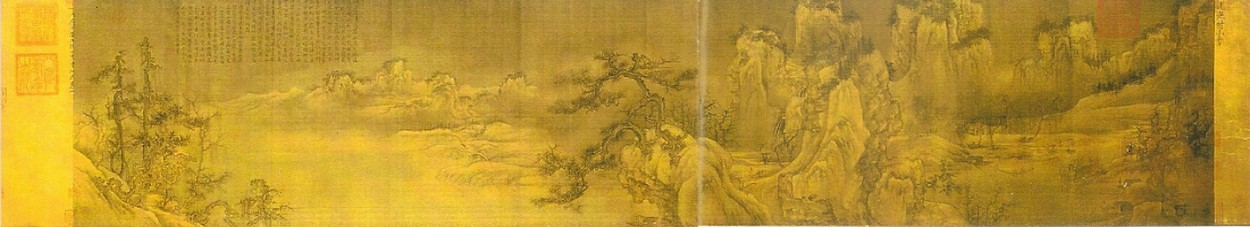
Légères neiges sur un village de pêcheurs par Wang Shen

- Beijing (Musée du Palais) :Légères neiges sur un village de pêcheurs par Wang Shen.
  - Légères neiges sur un village de pêcheurs, couleurs légères sur soie, rouleau portatif en longueur. 44,4 × 219,7 cm.
- Shanghai :
  - Rivière dans la brume et pics crevassés, encre et couleurs sur soie, rouleau en longueur.
  - Monts en rangs serrés au-dessus d'une rivière embrumée, section d'un rouleau portatif, encre et couleur sur soie, vers 1100. 45,2X166 cm.
- Taipei (Nat. Palace Mus.) :
  - Les îles des immortels, signé et daté 1124 ou 1064, encre et couleurs sur soie, rouleau en longueur.
  - Aigle blanc dans un vieil arbre, signé.